# Erich Federschmidt
Erich Federschmidt   (Filadèlfia, 14 de juny de 1895 - Jensen Beach, febrer 1962) va ser un remer estatunidenc que va competir a començaments del segle xx. Era germà del també remer Franz Federschmidt.
El 1920 va prendre part en els Jocs Olímpics d'Anvers, on guanyà la medalla de plata en la competició del quatre amb timoner del programa de rem, formant equip amb Kenneth Myers, Carl Klose, Franz Federschmidt i Sherman Clark.